# Быть присяжным
«Быть присяжным» (англ. Jury Duty) — американский реалити-шоу-мистификация, созданный Ли Айзенбергом и Джином Ступницким, о фальшивом суде присяжных. В фильме Рональд Глэдден играет присяжного, который не подозревает о мистификации. Джеймс Марсден играет одну из главных ролей вместе с актерским составом. Премьера состоялась на Amazon Freevee 7 апреля 2023 года.
Сериал получил три номинации на 75-й церемонии вручения премии Primetime Emmy Awards, в том числе за лучший комедийный сериал и за лучшую мужскую роль второго плана в комедийном сериале Марсдена. Он также был номинирован на две премии «Золотой глобус», за лучший телесериал (мюзикл или комедия) и за лучшую мужскую роль второго плана за «Марсден».

## Краткое содержание
В сериале рассказывается о внутренней работе суда присяжных в США глазами присяжного заседателя Рональда Глэддена, подрядчика по солнечной энергии из Сан-Диего, который не подозревает, что его вызов в суд присяжных не был официальным и что все в зале суда, кроме него, актёры. Всё, что происходит внутри и за пределами зала суда, запланировано.

## Актёрский состав

### Присяжные
- Рональд Глэдден в роли самого себя (присяжный №6), единственный присяжный, который не знает, что всё дело - фальшивка.
- Джеймс Марсден в роли самого себя (присяжный № 14), изображая пародию на себя как альтернативного присяжного заседателя.
- Мекки Липер в роли Ноя Прайса (присяжный № 11), водитель, который пропускает отпуск со своей девушкой из-за обязанностей присяжного.
- Эди Модика в роли Джинни Абруццо (присяжный № 4), распутная присяжный заседатель, которую влечёт к Ною.
- Ишмел Сахид в роли Лонни Коулмана (присяжный № 13), заместитель, который занимает место Тима, когда тот получает травму.
- Дэвид Браун в роли Тодда Грегори (присяжный №2), социально неуклюжый изобретатель.
- Кассандра Блэр в роли Ванессы Дженкинс (присяжный №8)
- Мария Рассел в роли Инес Де Леон (присяжный № 10), присяжная, которая мечтает стать председателем.
- Кирк Фокс в роли Пэт Маккарди (присяжный №1).
- Сьюзан Бергер в роли Барбары Гольдштейн (присяжный №5), присяжная, которая продолжает спать во время суда.
- Росс Кимбалл в роли Росс Кубиака (присяжный № 12), учитель, у которого проблемы в браке.
- Прамод Кумар в роли Рави Чаттаподхьяя (присяжный №3)
- Рон Сон в роли Кена Хёна (присяжный № 9), владелец бизнеса по производству кондитерских изделий.
- Брэндон Лозер в роли Тима Смита (присяжный №7), присяжный, который получил травму и был освобожден от суда.

### Другие
- Алан Баринхольц в роли судьи Алана Розена.
- Рашида Олайвола — офицер Никки Уайлдер, судебный пристав.
- Уитни Райс в роли Жаклин Хилгроув, богатой истцы, владеющей бизнесом «Корица и Воробей».
- Бен Сиворд в роли Тревора Морриса, ответчика, сотрудника «Корица и Воробей», обвиняемого в нанесении вреда бизнесу.
- Триша Лафаш в роли Дебры ЛаСёр, адвоката истца.
- Эван Уильямс — Шон Сандерс, адвокат Тревора.
- Керри О'Нил в роли офицера Кристины Сугальски, которая подружилась с присяжными и помогает Ною проверить Instagram его девушки.
- Питер Халн в роли Рэнди «Коди» Шиллера, свидетель истца.

## Серии
| № | Название                   | Режиссёр        | Автор сценария                | Дата премьеры  |
| --- | -------------------------- | --------------- | ----------------------------- | -------------- |
| 1 | «Voir Dire»                | Джин Ступницкий | Таннер Бин и Катрина Мэтьюсон | 7 апреля 2023  |
| Рональд Глэдден прибывает в Верховный суд Хантингтон-Парка в Лос-Анджелесе, чтобы войти в состав присяжных на гражданском процессе, о котором он не знает. Различные присяжные пытаются уклониться от выполнения своих обязанностей, оправдываясь во время процесса Voir Dire. Судья, поначалу снисходительный, становится строгим после обеденного перерыва, во время которого, как он утверждает, в его машину взломали. Папарацци появляются, чтобы сфотографировать Джеймса Марсдена, побуждая судью изолировать присяжных, чтобы избежать возможных сбоев. |                            |                 |                               |                |
| 2 | «Вступительные аргументы»  | Джин Ступницкий | Эсе Шоу                       | 7 апреля 2023  |
| Присяжных доставляют в отель, где их изолируют и знакомят друг с другом, например, при заказе еды. На суде идут вступительные прения по поводу работника швейной фабрики, который испражнился на футболки. Обвинение представляет анимационное видео, изображающее инцидент, на что защита пытается ответить собственным видео, но не может заставить его воспроизвести должным образом. Присяжный получил травму из-за падения полки, и его увезли для оказания медицинской помощи, в результате чего одного из заместителей повысили в должности.             |                            |                 |                               |                |
| 3 | «Председатель»             | Джин Ступницкий | Маркос Гонсалес               | 7 апреля 2023  |
| Глэдден становится председателем жюри. Тодд приходит в суд с парой модифицированных костылей, которые используются как «поставки вместо стула». Вызываются свидетели, которые свидетельствуют о том, что подсудимый - бездельник. Глэдден поручено не дать Барбаре задремать. |                            |                 |                               |                |
| 4 | «Экскурсия»                | Джин Ступницкий | Эндрю Вайнберг                | 7 апреля 2023  |
| Присяжным проводят экскурсию по фабрике, где произошел инцидент. Глэдден находит следы на полу, где бочки, по-видимому, были подозрительно перемещены, а позже входит в комнату с химическим запахом и футболками. Присяжные ужинают в ресторане «Маргаритавилль», во время которого Ной случайно напивается и расстается со своей девушкой, которую сильно подозревают в измене ему. |                            |                 |                               |                |
| 5 | «Неэффективная помощь»     | Джин Ступницкий | Мекки Липер                   | 14 апреля 2023 |
| Перед лицом неэффективности защиты обвиняемый предпочитает представлять себя сам. В отеле Марсден просит Глэддена помочь ему отрепетировать реплики для прослушивания и взять на себя вину за засорение туалета в его гостиничном номере. Радостные ведомые Ноя, который встречается с Джинни. |                            |                 |                               |                |
| 6 | «Заключительные аргументы» | Джин Ступницкий | Керри О'Нил                   | 14 апреля 2023 |
| Глэдден играет в ют с Кеном, который проигрывает и должен ему 2000 долларов (из-за множителя), которые он отказывается брать. Присяжные заслушивают заключительные аргументы по делу, в ходе которых обвиняемому не разрешается давать показания о предполагаемом химическом воздействии, поскольку оно не было частью инцидента. Марсдену отказывают в роли в фильме, на который он пробовался. Жюри устраивает вечеринку по случаю дня рождения Росса в Хейзелтайн-парке, но Марсден, думая, что для него и все его жалеют, разъярённо уничтожает торт.       |                            |                 |                               |                |
| 7 | «Обсуждения»               | Джин Ступницкий | Эван Уильямс                  | 21 апреля 2023 |
| Жюри переходит на этап обсуждения. Первоначально они разделены, но Глэдден убеждает их вынести приговор об освобождении от ответственности, который он передаёт судье, который затем сообщает ему, что судебный процесс был сфальсифицирован. |                            |                 |                               |                |
| 8 | «Вердикт»                  | Джин Ступницкий |                               | 21 апреля 2023 |
| Глэддену проводят экскурсию по закулисью съёмок, как был организован суд и снималось шоу. |                            |                 |                               |                |

У последней серии нет сценариста, потому что она не написана по сценарию (см. Краткое содержание).

## Производство
15 сентября 2022 года стало известно, что для Amazon Studios тайно был снят полуимпровизированный комедийный сериал в стиле документального кино с Джеймсом Марсденом и группой многообещающих актёров с опытом импровизаций в главных ролях. 17-дневные съёмки были сняты в настоящем зале суда к югу от Лос-Анджелеса. По словам исполнительного продюсера Тодда Балада Шульмана, «Быть присяжным» начинался как попытка создать ситком вроде «Офиса» о суде, с реальным человеком в центре шоу, который не знает, что его окружают актёры. Создатели Ли Айзенберг и Джин Ступницки ранее работали сценаристами и продюсерами в «Офисе».
Чтобы найти на главную роль в сериале не актёра, на Craigslist было размещено объявление. Марсден играет альтернативную версию самого себя, наряду с другими актёрами, включая Алана Баринхольца, Сьюзен Бергер, Кассандру Блэр и Рашиду . Коди Хеллер выступает в роли шоураннера и исполнительного продюсера, а Джейк Шимански — в качестве режиссёра. Исполнительными продюсерами сериала также являются Дэвид Бернад, Ли Айзенберг, Рубен Флейшер, Николас Хаттон, Ступницкий, Шимански и Эндрю Вайнберг.

## Релиз
Премьера первых четырёх серий состоялась на Amazon Freevee 7 апреля 2023 года, а пятая и шестая серии последовали 14 апреля. Последние две серии, включая финал сезона, были выпущены 21 апреля 2023 года.

## Приём

### Реакция критиков
Веб-сайт агрегатора обзоров Rotten Tomatoes сообщил о рейтинге одобрения 82% со средней оценкой 6,7 из 10 на основе 33 обзоров критиков. По мнению критиков веб-сайта, «Хотя эта судебная комедия не так утомительна, как настоящая работа присяжных – во многом благодаря игре Джеймса Марсдена – вердикт о том, оправдается ли её стилистический гамбит, ещё не вынесен». Metacritic дал сериалу средневзвешенную оценку 51 из 100 на основе семи обзоров критиков, что указывает на «смешанные или средние отзывы».
Ренди Джонс из RogerEbert.com назвал сериал «солидной комедией на рабочем месте, которая рассказывает резонансную историю сообщества, восхитительно раскрывая, что речь идёт не только о служении в этом мире, но и о том, с кем вы служите». Чарльз Брамеско из The Guardian дал сериалу 2 звезды из 5, написав: «Новая комедия «Быть присяжным» с заголовком шоу-розыгрышей, снятым скрытой камерой, сердцем ситкома на рабочем месте и основной частью настоящего криминального документального фильма странная химера жанров».

### Accolades
| Премия                                                 | Год  | Категория                                                                    | Номинант(ы) | Результат | Ссылки |
| ------------------------------------------------------ | ---- | ---------------------------------------------------------------------------- | --- | --------- | ------ |
| Награды Американского института кино                   | 2023 | Телевизионная программа года                                                 | Быть присяжным | Победа    | [ 13 ] |
| Выбор телевизионных критиков                           | 2023 | Лучший актер второго плана в комедийном сериале                              | Джеймс Марсден | Номинация | [ 14 ] |
| Золотой глобус                                         | 2023 | За лучший телевизионный сериал — комедия или мюзикл                          | Быть присяжным | Номинация | [ 15 ] |
| Золотой глобус                                         | 2023 | За лучшую мужскую роль второго плана — телесериал, мини-сериал или телефильм | Джеймс Марсден | Номинация | [ 15 ] |
| Телевизионные награды Ассоциации голливудских критиков | 2023 | Лучший потоковый сериал, комедия                                             | Быть присяжным | Номинация | [ 16 ] |
| Телевизионные награды Ассоциации голливудских критиков | 2023 | Лучший актер второго плана в потоковом сериале, комедия                      | Джеймс Марсден | Победа    | [ 16 ] |
| Независимый дух                                        | 2023 | Лучший актерский ансамбль в новом сериале по сценарию                        | Алан Баринхольц, Сьюзан Бергер, Кассандра Блэр, Дэвид Браун, Кирк Фокс, Росс Кимбалл, Прамод Кумар, Триша ЛаФаш, Мекки Липер, Джеймс Марсден, Эди Модика, Керри О’Нил, Рашида Олайивола, Уитни Райс, Мария Рассел, Ишмел Сахид, Бен Сиворд, Рон Сонг и Эван Уильямс | Победа    | [ 17 ] |
| Независимый дух                                        | 2023 | Лучший новый сериал по сценарию                                              | Быть присяжным | Номинация | [ 17 ] |
| Премия Пибоди                                          | 2023 | Лауреат индустрии развлечений                                                | Быть присяжным | Победа    | [ 18 ] |
| Прайм-таймовая премия «Эмми»                           | 2023 | Лучший подбор актёров для комедийного сериала                                | Сьюзи Фаррис | Номинация | [ 19 ] |
| Прайм-таймовая премия «Эмми»                           | 2023 | За лучший комедийный сериал                                                  | Быть присяжным | Номинация | [ 19 ] |
| Прайм-таймовая премия «Эмми»                           | 2023 | За лучшую мужскую роль второго плана в комедийном телесериале                | Джеймс Марсден | Номинация | [ 19 ] |
| Прайм-таймовая премия «Эмми»                           | 2023 | за лучший сценарий комедийного телесериала                                   | Мекки Липер (за «Неэффективную помощь») | Номинация | [ 19 ] |
| Премия Гильдии продюсеров США                          | 2023 | Лучший продюсер телевизионных сериалов, комедии                              | Быть присяжным | Номинация | [ 20 ] |
| Премия Ассоциации телевизионных критиков               | 2023 | Лучшая новая программа                                                       | Быть присяжным | Номинация | [ 21 ] |
| Премия Ассоциации телевизионных критиков               | 2023 | За личные достижения в комедии                                               | Джеймс Марсден | Номинация | [ 21 ] |
| Премия Ассоциации телевизионных критиков               | 2023 | Лучшие достижения в программировании реальности                              | Быть присяжным | Победа    | [ 21 ] |
| Премия Гильдии сценаристов США                         | 2023 | За лучший сценарий в комедийном телесериале                                  | Таннер Бин, Ли Айзенберг, Маркос Гонсалес, Коди Хеллер, Мекки Липер, Катрина Мэтьюсон, Керри О’Нил, Эси Шоу, Джин Ступницки, Эндрю Вайнберг, Эван Уильямс | Номинация | [ 22 ] |
| Премия Гильдии сценаристов США                         | 2023 | За лучший сценарий в новом телесериале                                       | Таннер Бин, Ли Айзенберг, Маркос Гонсалес, Коди Хеллер, Мекки Липер, Катрина Мэтьюсон, Керри О’Нил, Эси Шоу, Джин Ступницки, Эндрю Вайнберг, Эван Уильямс | Номинация | [ 22 ] |